# Maskering (akustik)
Maskering är ett viktigt begrepp vid förståelsen av hur vi uppfattar ljud, det vill säga inom psykoakustiken. Frekvensmaskering innebär att i en situation med två toner samtidigt så kan den ena tonen maskera den andra om ljudnivåskillnaden är tillräckligt stor. Man hör då inte två toner utan bara den med högst ljudstyrka. Denna effekt är starkare om den maskerande tonen är lägre än den maskerade. Det finns även temporär maskering, där det maskerande ljudet kommer före eller efter det maskerade ljudet.